# 忠生公園
忠生公園（ただおこうえん）は、東京都町田市にある都市公園（総合公園）。

## 概要
1977年（昭和52年） に第1期区域（面積28,351m2）が開園。その後は谷戸部を中心に公園を拡張する形で、1997年（平成9年）に第2期区域が開園 し、現在に近い形となる。広さは約8.1haで、園内にはソフトボール場などがある。敷地は忠生と山崎町が入り組んでいる。
多摩丘陵の典型的な谷戸の地形を生かし、園内には鶴見川の支流の一つである「山崎川」の源流が存在し、1日約1,200トンの湧水が出ている。また、谷戸部の周囲は樹林地が多く、豊富な植物や昆虫、水生生物などが生息している。
指定管理者制度に基づき、ソフトボール場（有料運動施設）の管理運営は2019年3月までは「チーム町田（株式会社ギオン、株式会社富士グリーンテック東京支店、株式会社ゼルビア、特定非営利活動法人アスレチッククラブ町田、株式会社東京綜合造園、ファシリティーパートナーズ株式会社の共同事業体）」が、2023年3月までは「まちだA・T・Kスポーツパートナーズ（アシックスジャパン株式会社・東急スポーツシステム株式会社・株式会社協栄の共同事業体）」が行っていたが、2024年4月より公園全体で指定管理者制度が導入され、新たに「一般社団法人町田市緑化協会」が管理運営を行っている。

### 沿革
- 1961年（昭和36年）10月5日 - 町田市が忠生公園などを都市計画公園に決定。
- 1977年（昭和52年）3月31日 - 第1期区域が開園。
- 1978年（昭和53年） - ソフトボール場がオープン。
- 1996年（平成8年）8月30日 - 忠生公園大橋が開通[6]。
- 1997年（平成9年）5月24日 - 第2期区域が開園[4]。
- 2012年（平成24年） - 水の広場上に架けられていた「ふれあい橋（木橋）」を老朽化に伴って撤去。

## 主な施設
- 忠生公園ソフトボール場（有料施設）
- 忠生公園自然観察センター（忠生がにやら自然館）
  - 所在地は山崎町1804-1。愛称のがにやらは「カニのすむ谷戸」という地元での呼び名が由来。
- 自然観察園
- 源流の池
- 駐車場（49台分）

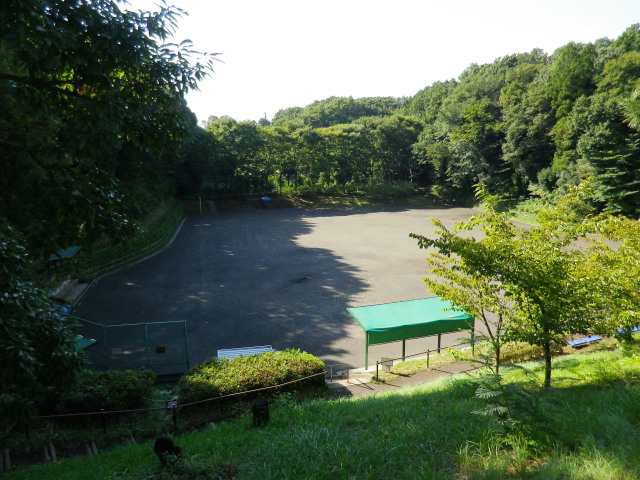
ソフトボール場
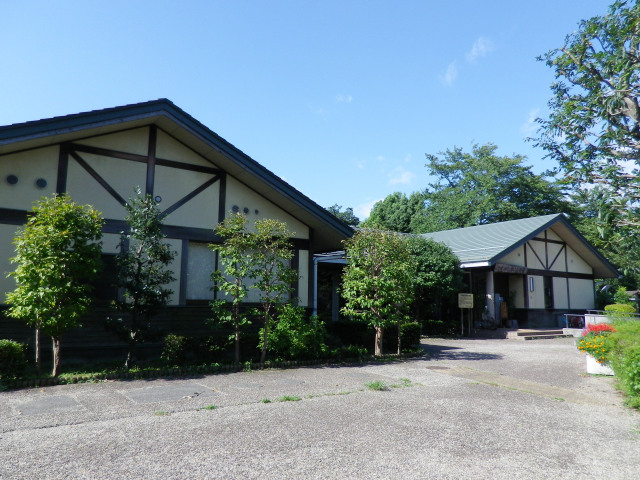
忠生がにやら自然館
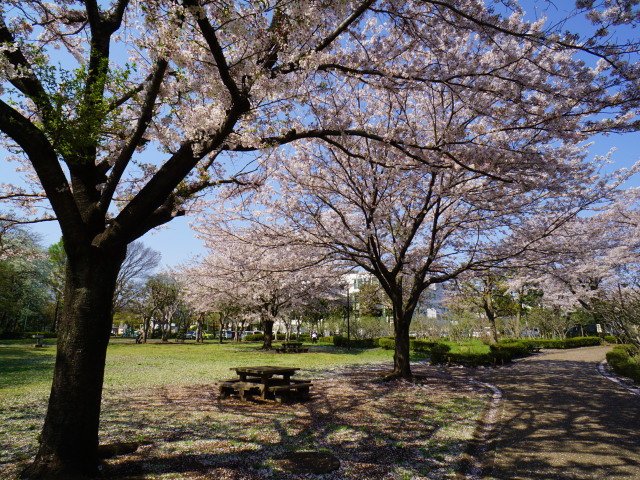
花見の広場
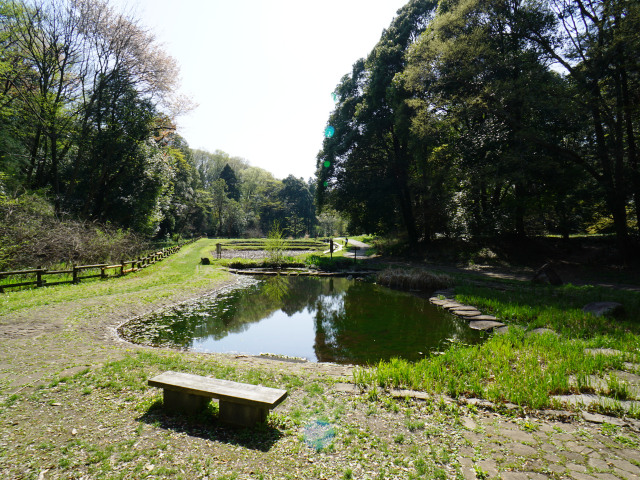
がにやら池
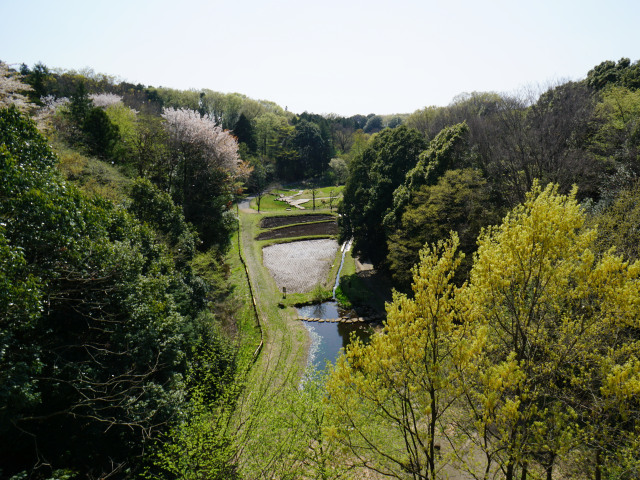
1997年に開園した第2期区域の谷戸部

### 忠生公園大橋
忠生公園大橋は、公園東側で進められた公園拡張整備の際に建設された町田都市計画道路3・3・36号線（都道47号）の道路橋で、公園谷戸部を縦断するように架けられている。1996年8月30日に開通し、完成当時は町田市内で最も長い橋だった。
町田街道のバイパスとして1961年に都市計画決定されたもので、整備は東京都が行い、将来的には同路線が多摩都市モノレール路線延伸時の導入空間となる予定で、橋脚は将来のモノレール導入に対応した構造となっている。また、橋脚や橋桁は剥き出しではなく、化粧板が取り付けられており、周辺の環境に調和するように配慮したデザインが採用されている。
橋梁の歩道部分は東側が幅員3.1m、西側が幅員6.1m と非対称の構造となっているが、これは橋梁の途中に展望スペースを設けた為だが、実際には背の高い目隠しフェンスが設置されているため、橋の上から公園を眺めることは難しい構造になっている。なお、橋梁から直接出入りできる公園アクセス路は設けられておらず、公園に立ち入る場合は橋を迂回することになる。

## アクセス
路線バスの場合
- 町田バスセンター3番乗り場から神奈川中央交通の町32・町33・町34・町66で「忠生公園前」下車。

自家用車の場合
- 専用の有料駐車場（49台分）あり。

## 周辺施設
- 高速道路総合技術研究所
- 町田警察署忠生地区交番
- 町田市子どもセンターただON
- 東京都立町田工科高等学校
- 町田山崎団地